# Fuerte de São Marcelo
El fuerte de São Marcelo, también conocido localmente como Forte de Nossa Senhora do Pópulo e São Marcelo o Forte do Mar, es una fortificación ubicada en Salvador en Bahía, Brasil.Se emplaza en un pequeño terreno frente a la costa en la bahía de Todos los Santos. De pie sobre un pequeño banco de arrecifes a unos 300 metros (984,3 pies) de la costa, es uno de los dos fuertes separados por agua de la tierra en Brasil, el otro es el Fuerte Tamandaré da Laje Tamandaré en Río de Janeiro. Es el único fuerte cilíndrico de Brasil. Su diseño sigue los del Castillo de Sant'Angelo en Italia y el fuerte São Lourenço do Bugio en Portugal. Es conocido popularmente como el "Forte do Mar" ( Fuerte del Mar). Fue construido para proteger de amenazas a la importante ciudad portuaria de Salvador ; la ciudad tuvo la mayor cantidad de fuertes durante el período colonial de Brasil.

## Historia
El fuerte fue diseñado y la construcción comenzó en 1608 bajo Francisco Frías Mosque. La primera evidencia documental del fuerte está en un plano de la ciudad de Salvador titulado Planta da Cidade do Salvador, na Baía de Todos os Santos, que data de 1616. El fuerte se completó en 1623 durante el gobierno del gobernador general Diogo de Mendonça Furtado; fue construido íntegramente en madera con 19 piezas de artillería de varios calibres.
El fuerte fue un objetivo principal de los holandeses en 1624 durante la captura de Bahía. Fue el primer espacio de Bahía ocupado por los holandeses, que lo utilizaron como base para disparar sobre la ciudad. Desde el fuerte se lanzaron balas incendiarias hacia el centro de la ciudad de Salvador, lo que facilitó la toma de la ciudad. Bahía volvió a los portugueses como parte de la reconquista de Bahía en 1625, pero la región permaneció bajo ataque durante el dominio holandés del noreste de Brasil de 1630 a 1654. El fuerte desempeñó un papel decisivo en la defensa de Bahía durante un intento de invasión del Conde Juan Mauricio de Nassau-Siegen (1604-1679) entre abril y mayo de 1638.
La reconstrucción del fuerte fue ordenada en 1650 por el gobernador general João Rodrigues de Vasconcelos e Sousa (1649-1654) después de la  Guerra de Restauración. Este período vio la construcción de una torre en el punto más alto de la barra de arena; se encuentra a 15 metros (49,2 pies) . Una reconstrucción adicional en 1728 vio la aparición de un muro alrededor del perímetro del fuerte. En 1759 se informó que tenía 54 placas protectoras de bronce y hierro. Se convirtió en parte de una serie de fuertes que protegían el sur de Salvador; el fuerte de São Marcelo se colocó entre el Fortín de Nuestra Señora de Monserrate al norte y el Fuerte de San Pedro y la Batería de São Paulo da Gamboa al sur.
El fuerte sirvió como prisión política en el siglo XIX. Albergó a miembros de un movimiento de rebelión republicano local, la Federación de los Guanais, también conocida como la Revuelta de los Guanais, en 1833. Más tarde ocupó a Bento Gonçalves (1788-1847), líder rebelde de la guerra de los Farrapos. Gonçalves fue trasladado al foro el 26 de agosto de 1837, pero escapó un mes después. Gonçalves pasó un tiempo después de su encarcelamiento en el fuerte de Salvador y en la isla de Itaparica. El fuerte entonces se hizo parte de la Sabinada (1837–1838), una revuelta bahiana que pedía la abolición de la esclavitud y la redistribución de la tierra. Aproximadamente 200 participantes de la revuelta de los Malê, una revuelta de esclavos de 1835, fueron retenidos en el fuerte hasta su juicio. Los africanos esclavizados y los libertos fueron posteriormente ejecutados, torturados o deportados a África.

## Protección
El Fuerte de São Marcelo fue catalogado como estructura histórica por el Instituto Nacional del Patrimonio Histórico y Artístico (IPHAN) en 1938. La estructura fue inscrita en el Libro de Obras Históricas, Inscripción 49 y Libro de Bellas Artes, Inscripción 273-A de fecha 24 de mayo de 1938.

## Acceso
El fuerte está cerrado al público debido a obras de construcción. Se abrió al público en 2006 después de un largo período de restauración, pero volvió a cerrar en 2018. 

## Galería

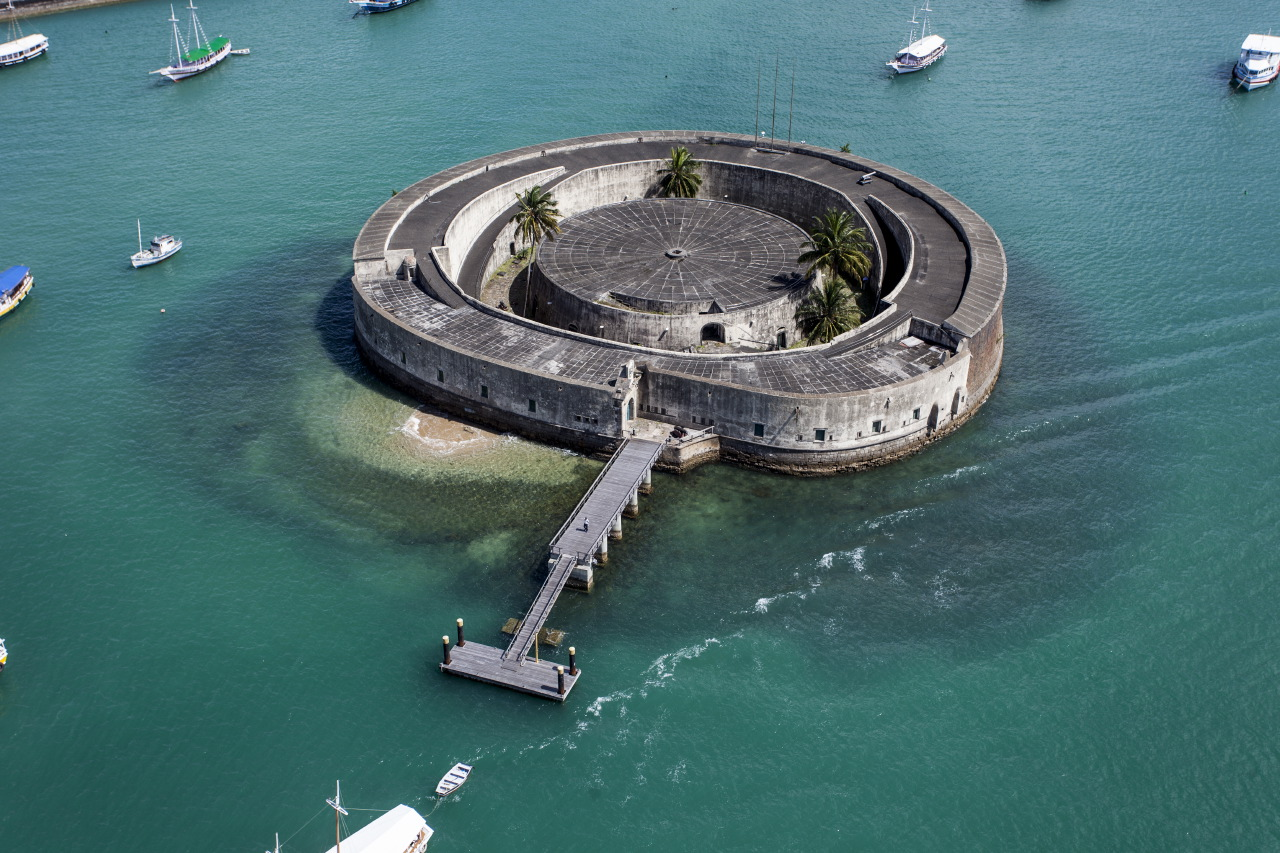
Vista aérea del Fuerte
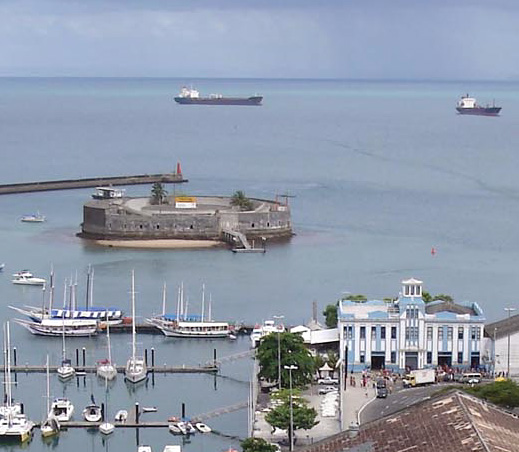
Vista del Fuerte
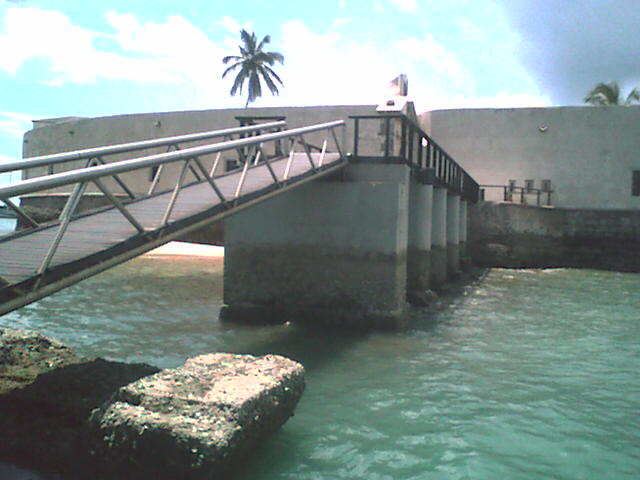
Entrada al Fuerte
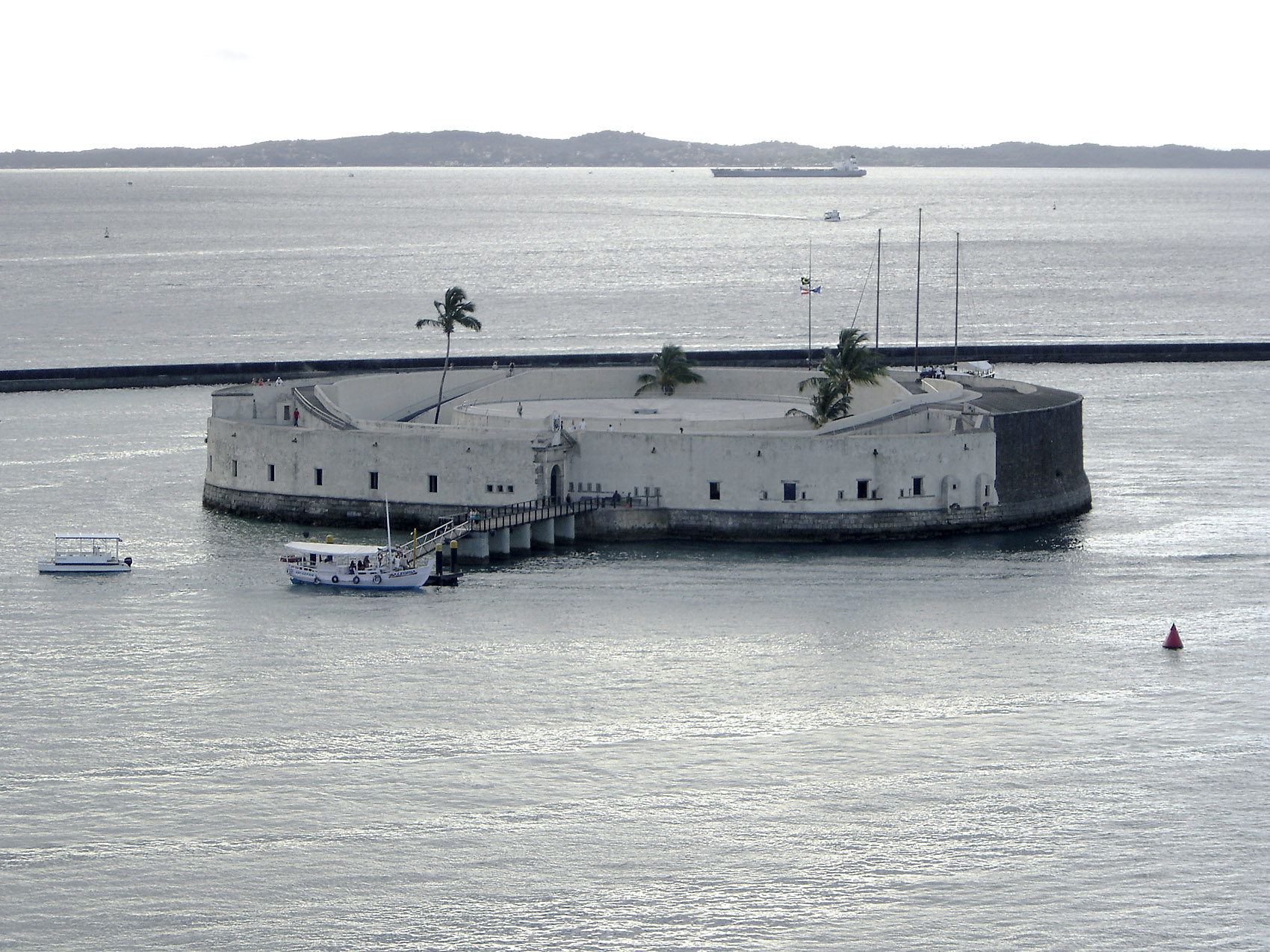
Fuerte visto desde el mar
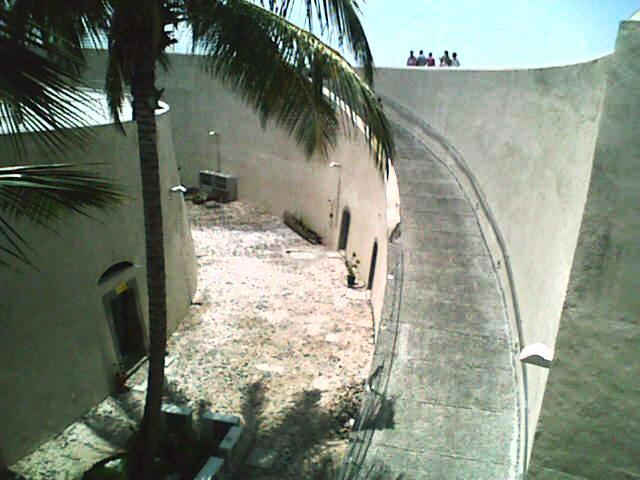
Interior del fuerte